# Юніті (Міссурі)
Юніті (англ. Unity Village) — селище (англ. village) в США, в окрузі Джексон штату Міссурі. Населення — 66 осіб (2020).

## Географія
Юніті розташоване за координатами 38°57′8″ пн. ш. 94°23′56″ зх. д. / 38.95222° пн. ш. 94.39889° зх. д. (38.952354, -94.398899).  За даними Бюро перепису населення США в 2010 році селище мало площу 5,08 км², з яких 4,91 км² — суходіл та 0,17 км² — водойми. В 2017 році площа становила 3,92 км², з яких 3,75 км² — суходіл та 0,17 км² — водойми.

## Демографія
Згідно з переписом 2010 року, у селищі мешкало 99 осіб у 65 домогосподарствах у складі 11 родини. Густота населення становила 19 осіб/км².  Було 73 помешкання (14/км²).
Расовий склад населення:
| - 85,9 % — білих - 7,1 % — чорних або афроамериканців - 2,0 % — азіатів |

До двох чи більше рас належало 5,1 %. Частка іспаномовних становила 6,1 % від усіх жителів.
За віковим діапазоном населення розподілялося таким чином: 6,1 % — особи молодші 18 років, 77,7 % — особи у віці 18—64 років, 16,2 % — особи у віці 65 років та старші. Медіана віку мешканця становила 52,5 року. На 100 осіб жіночої статі у селищі припадало 52,3 чоловіків;  на 100 жінок у віці від 18 років та старших — 52,5 чоловіків також старших 18 років.
За межею бідності перебувало 22,4 % осіб, у тому числі 42,9 % дітей у віці до 18 років та 12,5 % осіб у віці 65 років та старших.
Цивільне працевлаштоване населення становило 77 осіб. Основні галузі зайнятості: освіта, охорона здоров'я та соціальна допомога — 57,1 %, науковці, спеціалісти, менеджери — 18,2 %, інформація — 6,5 %, виробництво — 2,6 %.